# Ulrich Dierkes
Ulrich Dierkes (1956) é um matemático alemão, que trabalha com análise geométrica, equações diferenciais parciais não-lineares e cálculo variacional, em especial superfícies mínimas.
Dierkes obteve um doutorado em 1984 na Universidade de Bonn, orientado por Stefan Hildebrandt, com a tese Singuläre Variationsprobleme und Hindernisprobleme. É professor da Universidade de Duisburg-Essen. Publicou com Stefan Hildebrandt uma monografia em diversos volumes sobre superfícies mínimas na série Grundlehren der mathematischen Wissenschaften.
Foi palestrante convidado do Congresso Europeu de Matemática em Budapeste (1996).

## Obras
- com Stefan Hildebrandt, Albrecht Küster, Ortwin Wohlrab: Minimal Surfaces. 2 Volumes, Grundlehren der mathematischen Wissenschaften, Springer, 1992

Nova edição:
- - com Stefan Hildebrandt, Anthony Tromba: Regularity of Minimal Surfaces, Grundlehren der mathematischen Wissenschaften, Springer 2010
  - com Stefan Hildebrandt, Anthony Tromba: Global analysis of minimal surfaces, Grundlehren der mathematischen Wissenschaften, Springer Verlag 2010